# Габі
Габі, Ґабі (фр. Gaby) — муніципалітет в Італії, у регіоні Валле-д'Аоста.
Габі розташоване на відстані близько 570 км на північний захід від Рима, 45 км на схід від Аости.
Населення — 461 особа (2014).
Щорічний фестиваль відбувається 29 вересня. Покровитель — Архангел Михаїл.

## Демографія
Населення за роками:

Станом на 1 січня 2023 року в муніципалітеті офіційно проживало 16 іноземців з 4 країн, серед них 6 громадян країн Євросоюзу.

## Сусідні муніципалітети
- Андорно-Мікка
- Брюссон
- Каллаб'яна
- Грессоне-Сен-Жан
- Іссім
- П'єдікавалло
- Расса
- Сальяно-Мікка